# Дрежник (Решетари)
Дрежник је насељено место у саставу општине Решетари у Бродско-посавској жупанији, Република Хрватска.

## Историја
До територијалне реорганизације у Хрватској налазио се у саставу старе општине Нова Градишка.

## Становништво
На попису становништва 2011. године, Дрежник је имао 464 становника.

## Попис1991.
На попису становништва 1991. године, насељено место Дрежник је имало 603 становника, следећег националног састава:
| Попис 1991.‍ | Попис 1991.‍ | Попис 1991.‍ | Попис 1991.‍ | Попис 1991.‍ |
| ----------- | ----------- | ----------- | ----------- | ----------- |
|             |             |             |             |             |
| Хрвати      | Хрвати      |             | 578         | 95,85%      |
| Мађари      | Мађари      |             | 1           | 0,16%       |
| Словенци    | Словенци    |             | 1           | 0,16%       |
| Срби        | Срби        |             | 1           | 0,16%       |
| остали      | остали      |             | 1           | 0,16%       |
| непознато   | непознато   |             | 21          | 3,48%       |
| укупно: 603 |             |             |             |             |